# 성교통
일반적으로 여성은 관계시 성기내 점막의 예민성으로 인해 약간의 통증을 느끼게 되며 보통 여성은 첫관계시 삽입에 의한 통증을 느끼는 것이 정상이지만 보통 관계가 지속되면서 해소가 되는데 그렇지 않을 경우를 성교통(性交痛, Dyspareunia) 또는 성교 통증(性交痛症)이라고 하여 성교를 할 때 불편한 감각이나 매우 심한 통증이 생겨 성교가 거의 불가능한 것을 말한다.
대체로 정상이 아닌 성교를 시도하거나, 비윤리적, 비도덕적 성교 등에서 생긴다고 하나 반드시 그런 것은 아니다. 성폭력을 당하거나 혹은 성교에 대한 지나친 두려움이 원인이 될 수도 있고, 자궁근종이나 질의 협착이 원인일 수도 있다. 치료는 원인에 따라 다르다.